# Бедност
Мизерия пренасочва насам.  За ястието вижте Мизерия (салата).
Бедността е състояние на липса или намаляване на благосъстоянието на отделен индивид, група индивиди или общества за даден период или трайно, исторически или в настоящето. Това е невъзможността да се задоволят основните нужди на индивида, заради липса на доход, за закупуването на основните продукти и услуги или заради липса на достъп до подобни услуги.
Абсолютна бедност или нищета се отнася до състоянието на крайно лишаване от основни човешки нужди, каквито са храна, вода, хигиена, облекло, подслон, здравна грижа, образование, средства за комуникация и информация. Относителна бедност се отнася до падането под един определен праг на бедност, като този праг варира за всяка страна. Така че един индивид може да бъде относително беден без да е в абсолютна бедност. Преди индустриалната революция също така се смята, че средствата на производство не са могли да задоволяват изцяло нуждите на населението, за това само малка част от него е имала достъп до определени продукти и услуги.
Според Световната банка през 2008 г. 1,29 милиарда са в състояние на абсолютна бедност. От тях около 400 милиона в Индия и 173 милиона в Китай. Като процент, най-голям е в Субсахарска Африка – 47%. Между 1990 и 2010 г. около 663 милиона са се придвижили над прага на абсолютна бедност. Все пак справянето с крайната бедност е глобално предизвикателство, тъй като се наблюдава по всички краища на света, включително развитите страни.

## Критерии за бедност в България
Бедността е смятана за неизбежна през по-голямата част от човешката история, като в същото време по време на социализма в България например абсолютна бедност не съществува за образованата част от населението и изключение прави само ромското малцинство, където степените на образование са традиционно ниски; за разлика оттогава, днес бедността в България е относително независима от образователния ценз, но по-често е зависима към определени региони (особено селата и малките градове) и възрастови групи, най-вече тези в пенсионна и предпенсионна възраст. Според изчисления на КНСБ процентът на намиращите се под прага на бедността в България за 2012 г. е 27%.
В България изпадането в състояние на бедност може да има временен, епизодичен или траен характер:
- във временно състояние на бедност и материално затруднение могат да изпаднат хора с влошено здравословно състояние [3], млади семейства при раждане и отглеждане на деца;
- продължителната нетрудоспособност и липсата на постоянен доход са причини за изпадане в състояние на трайна бедност.

В България по отношение на бедността за бедни се приемат хората, които:
- нямат достатъчно доходи за задоволяване на основни материални потребности от храна, облекло, жилища и т.н.;
- имат ограничен достъп до социални услуги като образование и здравеопазване;
- нямат възможности за личностно развитие и избор за подобряване на жизнения стандарт.

При анализа на бедността в страната централно място заема понятието „линия на бедността“. Линията на бедност е величината на дохода или разхода на хората в левове, под който те се считат за бедни. Тя служи за разделяне на бедните от „небедните“ в обществото и за формиране на социални политики. Линиите на бедност, изчислени по един и същи метод, се различават в резултат на различната степен на социално-икономическо развитие на отделните страни.
Съществуват няколко основни подхода за определяне на линията на бедност:
- Абсолютен – отразява паричния еквивалент на необходимите стоки и услуги за физическото и социалното оцеляване на хората.
- Относителен – определя се като процент от средното равнище на доходите или разходите на хората в дадена страна.
- Субективен – отразява субективното усещане на индивидите за недостиг на средства за самостоятелно съществуване.

В България се използват следните традиционни и алтернативни методи:
- Традиционен метод – методът на потребителската кошница е най-често използван в България. За бедни се считат тези домакинства (лица), които имат доход под определен минимум, гарантиращ задоволяването на тесен кръг от основни потребности.
- В България е прието изчисляването на два прага на бедност – социален минимум и екзистенц-минимум, които по същество са различни степени на жизнен стандарт. Първият включва по-широк набор от основни стоки и услуги, а вторият само тези, които осигуряват физиологичното съществуване на индивидите.

## Системи за оценка на бедността

### Пирамидата на потребностите на Маслоу
Пирамидата на потребностите е система за потребностите на човека, съставена от американския психолог Ейбрахам Маслоу..
Самият Маслоу разделя потребностите на човека на следните видове:
1. Физиологични: храна, вода, сън, здраве.
2. Екзистенциални: подслон, безопасност, обезпеченост.
3. Социални: социални връзки, общуване, привързаност.
4. Престижни: самоуважение, уважение от страна на другите, признание, постигане на успех и висока оценка, развитие в работата.
5. Духовни: познание, себереализиране.

Ако потребностите от по-ниско ниво не са удовлетворени, човек не може да премине на потребностите от по-високо ниво. Например ако физиологичните му нужди от храна и вода не са удовлетворени, човек не може да премине към потребност от по-висок ранг, например – тази от сигурност. За хората, живеещи в абсолютна бедност и глад, яденето е с най-висок приоритет. Всички останали нужди остават на заден план и всички усилия са насочени към това да се осигури храна за оцеляването.

## Последствия от бедността за населението

### Ограничаване на нормалното развитие на децата
Бедността води до влошени грижи за здравето и влошено хранене. Това от своя страна води до влошено духовно, физическо и социално-емоционално развитие. Тези деца са по-малко способни на ефективна трудова дейност и по-късно като пораснат трудно се грижат за собствените си деца. Така се получава затворен кръг, от който трудно се излиза.

### Бедност и граждански войни
В бедните страни по-често избухват граждански конфликти и войни от богатите страни.

### Бедност и разрушаване на околната среда
Бедността на населението в различните страни е една от основните причини за безконтролното разрушаване на природата.

## Отражение на бедността в изкуството
- В изкуството, свързано с католицизма една често използвана тема е тази за Седемте милосърдни дела. Това са да се нахрани гладния, да се напои жадния, да се приюти бездомния, да се облече голия, да се посети болния, да се нахрани затворника и да се погребе мъртвия. Един от художниците също отразил тази тема е Микеланджело да Караваджо, нарисувал великолепната картина за организацията занимаваща се с благотворителност Пио Монте дела Мизерикордия и намираща се в едноименната им сграда в Неапол.
- Българският поет, авторът на „Приказка за стълбата“ Христо Смирненски, който в цялото си творчество се бори против социалното неравенство, пише:

| „ | Съдбата рано ги излъгала, живота сграбчил ги отвред и ето ги: стоят на ъгъла, с прихлупен до очи каскет. Какво им даваш от разкоша си ти – толкоз щедър към едни, а към бездомните Гаврошовци жесток от ранни младини? Пред твоите витрини блескави накуп застават често те и колко скръб в очите трескави, и колко мъка се чете! Но тръгват си те пак одрипани, с въздишки плахи на уста, а тез витрини са обсипани с безброй жадувани неща... | “ |